# Кільцева (станція метро)
47°53′18″ пн. ш. 33°23′12″ сх. д. / 47.8883° пн. ш. 33.3867° сх. д.
«Кільцева» — станція Криворізького преметро. Наступна за станцією «Проспект Металургів» і кінцева станція обох ліній метро. Приймає маршрути 1М 2М. Відкрита 2 травня 1989 року.

## Опис
«Кільцева» проектувалася і створювалася як тимчасова. Станція — це розворотне кільце, територія якого оточена металевим парканом. Усередині кільця є дві платформи — для посадки та для висадки пасажирів. Посадкова платформа має дашок. Станція має підземний вестибюль, який через підземний перехід виходить на перехрестя вулиць Святогеоргіївської , Вітчизни і Нікопольського шосе поблизу Державного університету економіки і технологій.
На станції «Кільцева» до 2012 року існував гейт, що сполучав штадтбан і трамвай. 25.05.2012 р. на його місці відкрито маршрут 3М, що сполучив метротрам із звичайним трамваєм. До серпня 2012 року станція припинила дію. Пізніше її реконструювали і маршрути 1М та 2М знову почали здійснювати розворот. Щоправда, стала використовуватись лише одна платформа — як для висадки, так і посадки пасажирів. На цій платформі було організовано критий зупинковий павільйон.

## Оголошення інформатора
- Обережно, двері зачиняються! Наступна станція «Кільцева» [Архівовано 12 червня 2010 у Wayback Machine.]
- Станція «Кільцева» [Архівовано 12 червня 2010 у Wayback Machine.]